# Альфонси, Оливер
Оливер Альфонси (швед. Oliver Alfonsi; род. 3 июня 2003) — шведский футболист, полузащитник клуба «Варберг».

## Клубная карьера
Начинал заниматься футболом в клубе «Хиттарп». Затем перешёл в «Хельсингборг», где выступал за детские и юношеские команды. В 2019 году перебрался в «Варберг», где продолжил выступления в юношеских соревнованиях. С 2021 года стал привлекаться к тренировкам с основной командой. 4 июля  дебютировал в основном составе клуба в матче чемпионата Швеции с «Кальмаром». Альфонси появился на поле на 76-й минуте, заменив Робина Транберга. В конце встречи получил жёлтую карточку.

## Личная жизнь
Отец, Юаким Перссон, в прошлом футболист, ныне тренер. Младший брат, Диего, также профессиональный футболист.

## Клубная статистика
| Выступление      | Выступление      | Выступление      | Лига | Лига | Кубки | Кубки | Конт. кубки | Конт. кубки | Итого | Итого |
| Клуб             | Лига             | Сезон            | Игры | Голы | Игры  | Голы  | Игры        | Голы        | Игры  | Голы  |
| ---------------- | ---------------- | ---------------- | ---- | ---- | ----- | ----- | ----------- | ----------- | ----- | ----- |
| Варберг          | Аллсвенскан      | 2021             | 1    | 0    | 0     | 0     | 0           | 0           | 1     | 0     |
| Варберг          | Итого            | Итого            | 1    | 0    | 0     | 0     | 0           | 0           | 1     | 0     |
| Всего за карьеру | Всего за карьеру | Всего за карьеру | 1    | 0    | 0     | 0     | 0           | 0           | 1     | 0     |